# Antisèptic
Antisèptic (del grec αντί, contra, i σηπτικός, putrefacte) és aquella substància que inhibeix la proliferació de microorganismes i n'impedeix l'acció patògena sense perjudicar els organismes superiors. S'aplica a teixits vius com la pell per a reduir la possibilitat d'infecció, sèpsia o putrefacció. Cal distingir-los dels antibiòtics, que destrueixen els bacteris.

## Antisèptics
Alguns antisèptics:
- Violeta de metil
- Tintura de iode
- Lugol
- Povidona iodada
- Topionic
- Betadine
- Reactiu de Melzer

Hi ha moltes herbes amb propietats antisèptiques també, com ara:
- la farigola
- l'all